# Laurence Parsons, I conte di Rosse
Lawrence Harman Parsons, I conte di Rosse (26 luglio 1749 – 20 aprile 1807), è stato un nobile e politico irlandese.

## Biografia
Rosse era il secondo figlio di Sir Lawrence Parsons, III Baronetto, del castello di Birr, e di sua moglie Anne, figlia di Wentworth Harman. Ha ereditato le proprietà della contea di Longford da suo zio, il reverendo Cutts Harman, con la riserva che avrebbe adottato il cognome Harman (divenendo così Laurence Harman Harman). Frequentò il Trinity College di Dublino.

## Carriera politica
Fu membro della Camera dei comuni irlandese per la contea di Longford (1775-1792). Nel 1792 fu elevato alla pari d'Irlanda come barone di Oxmantown, nella contea di Dublino. Nel 1795 fu nominato visconte Oxmantown, nella contea di Dublino, anche nella pari d'Irlanda. Lord Oxmantown fu ulteriormente onorato nel 1806, quando fu creato conte di Rosse. Dal 1800 al 1807 sedette nella Camera dei lord.

## Matrimonio
Sposò, l'11 giugno 1772, Lady Jane King (?-26 gennaio 1838), figlia di Edward King, I conte di Kingston. Ebbero una figlia: 
- Lady Frances Parsons (31 marzo 1775-7 ottobre 1841), sposò Robert King, I visconte Lorton, ebbero sette figli.

## Morte
Morì il 20 aprile 1807, all'età di 57 anni. Il titolo di visconte si estinse; gli succedette nella baronia e nella contea dal nipote Laurence. 